# Tripis
Tripis – zespół został założony na początku 1997 w Krakowie, grający muzykę z gatunku hardcore punk. Teksty piosenek zespołu poruszają temat społecznych i systemowych problemów jednostki, wyrażających sprzeciw wobec absurdów otaczającej rzeczywistości.
Zespół debiutował fonograficznie albumem pt. Tripis z 2001. W 2005 wydali drugi album pt. DEMO, a rok później zaprezentowali płytę pt. Prawda. Od 2011 wydali pod szyldem własnej wytwórni Mineros Locos Producciones kolejne dwie płyty: Pasza (2011) i Mosty (2015), a także epkę pt. Kontrakty (2019). Niedługo po wydaniu Kontraktów zespół zakończył działalność. Pożegnalny koncert zagrali w Centrum Kultury Niezależnej „Warsztat” w kwietniu 2019.

## Dyskografia
- Tripis - (DIY, 2001)
- DEMO  – (DIY, 2005)
- Prawda – (Nikt Nic Nie Wie, 2006)
- Pasza – (Mineros Locos Producciones, 2011)
- Mosty – (Mineros Locos Producciones, 2015)
- Kontrakty – (Mineros Locos Producciones, 2019)